# Ibn Bibi
Al-Hussayn ibn Muhàmmad ibn Alí al-Jafarí ar-Rughadí (àrab: الحسين بن محمد بن علي الجعفري الرغدي, al-Ḥusayn b. Muḥammad b. ʿAlī al-Jaʿfarī ar-Ruḡadī), més conegut com a Ibn al-Bibi al-Munàjjima (àrab: ابن البيبي المنجمة, Ibn al-Bībī al-Munajjima, literalment ‘el fill de la «senyora» astròloga’) o, senzillament, com Ibn Bibi (àrab: ابن بيبي, Ibn Bībī; persa: ابن بی‌بی) (m. després de 1285) fou un notable historiador persa, autor de l'obra Al-awàmir al-alaïyya fi-l-umur al-alaïyya, escrita en persa el 1281, i essencial per a la història dels seljúcides de Rum. Era originari de Nixapur o de Gurgan; la família el 1231 s'havia establert a Damasc i després a Konya.